# Meron Getnet
Meron Getnet (Addis Ababa, Etiopía) es una actriz, activista política, periodista y poeta etíope. Estrella del cine y televisión en su país, es más conocida por su papel de Meaza Ashenafi en la película aclamada por la crítica Difret.

## Carrera
A partir de 2013, protagonizó la serie dramática de televisión etíope Dana, en la que interpretó a una reportera llamada Helina.
En 2014, debutó en la escena cinematográfica internacional en Difret, interpretando a Meaza Ashenafi, una abogada que lucha enérgicamente contra la tradición patriarcal.
En septiembre de 2014, durante el estreno de Difret en Adís Abeba, la proyección se canceló abruptamente debido a una orden judicial en contra de su lanzamiento en Etiopía. Esto dejó a la audiencia atónita junto a Getnet, que estaba presente, visiblemente angustiada.

## Filmografía
| Año  | Título                  | Rol            |
| ---- | ----------------------- | -------------- |
| 2014 | Difret                  | Meaza Ashenafi |
| 2015 | Yetekefelebet (የተከፈለበት) |                |
| 2015 | Tirafikua (ትራፊኳ)        |                |

| Año  | Título        | Rol        |
| ---- | ------------- | ---------- |
| 2013 | Dana (ዳና)     | Helina     |
| 2014 | Live@Sundance | Ella misma |